# Salmo 104

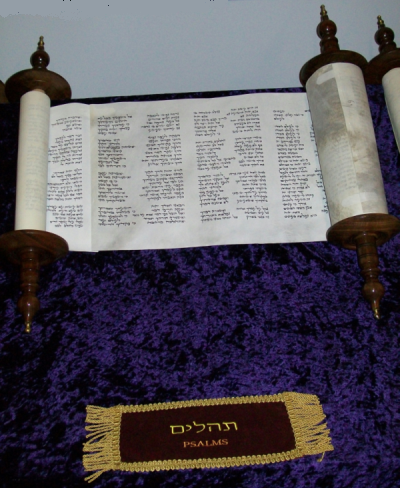
Pergaminho dos Salmos

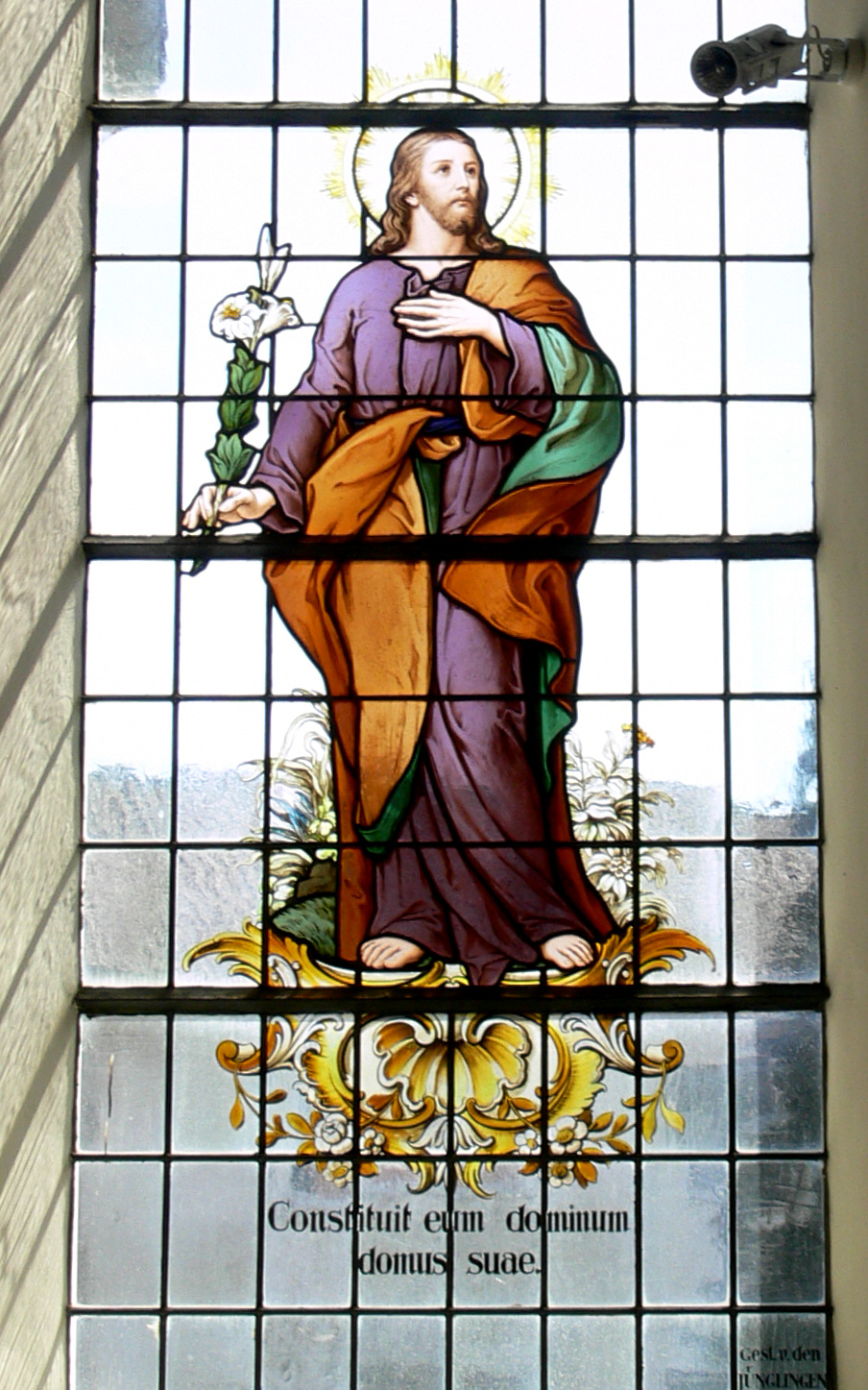
Salmo 104 na janela da paróquia de Fronhofen.

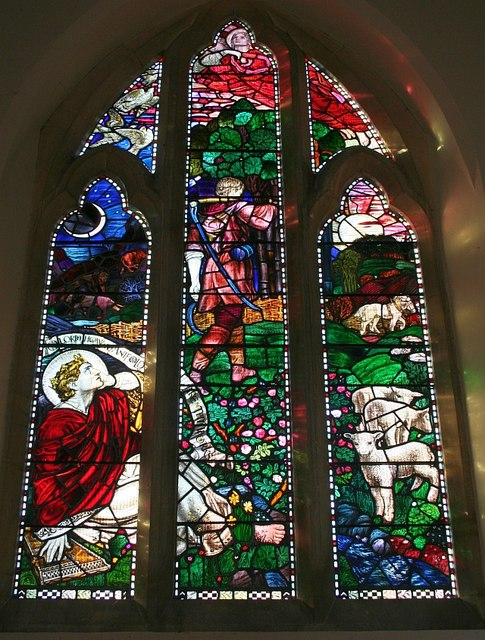
Salmo 104:24 em West Window, Hook Church

Salmo 104 (ou, na numeração grega, Salmo 103) faz parte do Livro de Salmos da Bíblia hebraica. É notável entre os salmos por descrever YHVH (Elohim) explicitamente como a divindade criadora. O filósofo alemão Johann Gottfried von Herder observou: "Vale a pena estudar a língua hebraica durante dez anos para ler o Salmo 104 no original".

## Texto
O Salmo 104 foi escrito originalmente na língua hebraica, e está dividido em 35 versículos.

### Versão Almeida Corrigida Fiel
O texto a seguir está relatado conforme a versão Almeida Corrigida Fiel:
1. Bendize, ó minha alma, ao SENHOR! SENHOR Deus meu, tu és magnificentíssimo; estás vestido de glória e de majestade.
2. Ele se cobre de luz como de um vestido, estende os céus como uma cortina.
3. Põe nas águas as vigas das suas câmaras; faz das nuvens o seu carro, anda sobre as asas do vento.
4. Faz dos seus anjos espíritos, dos seus ministros um fogo abrasador.
5. Lançou os fundamentos da terra; ela não vacilará em tempo algum.
6. Tu a cobriste com o abismo, como com um vestido; as águas estavam sobre os montes.
7. À tua repreensão fugiram; à voz do teu trovão se apressaram.
8. Subiram aos montes, desceram aos vales, até ao lugar que para elas fundaste.
9. Termo lhes puseste, que não ultrapassarão, para que não tornem mais a cobrir a terra.
10. Tu, que fazes sair as fontes nos vales, as quais correm entre os montes.
11. Dão de beber a todo o animal do campo; os jumentos monteses matam a sua sede.
12. Junto delas as aves do céu terão a sua habitação, cantando entre os ramos.
13. Ele rega os montes desde as suas câmaras; a terra farta-se do fruto das suas obras.
14. Faz crescer a erva para o gado, e a verdura para o serviço do homem, para fazer sair da terra o pão,
15. E o vinho que alegra o coração do homem, e o azeite que faz reluzir o seu rosto, e o pão que fortalece o coração do homem.
16. As árvores do Senhor fartam-se de seiva, os cedros do Líbano que ele plantou,
17. Onde as aves se aninham; quanto à cegonha, a sua casa é nas faias.
18. Os altos montes são para as cabras monteses, e os rochedos são refúgio para os coelhos.
19. Designou a lua para as estações; o sol conhece o seu ocaso.
20. Ordenas a escuridão, e faz-se noite, na qual saem todos os animais da selva.
21. Os leõezinhos bramam pela presa, e de Deus buscam o seu sustento.
22. Nasce o sol e logo se acolhem, e se deitam nos seus covis.
23. Então sai o homem à sua obra e ao seu trabalho, até à tarde.
24. Ó Senhor, quão variadas são as tuas obras! Todas as coisas fizeste com sabedoria; cheia está a terra das tuas riquezas.
25. Assim é este mar grande e muito espaçoso, onde há seres sem número, animais pequenos e grandes.
26. Ali andam os navios; e o leviatã que formaste para nele folgar.
27. Todos esperam de ti, que lhes dês o seu sustento em tempo oportuno.
28. Dando-lho tu, eles o recolhem; abres a tua mão, e se enchem de bens.
29. Escondes o teu rosto, e ficam perturbados; se lhes tiras o fôlego, morrem, e voltam para o seu pó.
30. Envias o teu Espírito, e são criados, e assim renovas a face da terra.
31. A glória do Senhor durará para sempre; o Senhor se alegrará nas suas obras.
32. Olhando ele para a terra, ela treme; tocando nos montes, logo fumegam.
33. Cantarei ao Senhor enquanto eu viver; cantarei louvores ao meu Deus, enquanto eu tiver existência.
34. A minha meditação acerca dele será suave; eu me alegrarei no Senhor.
35. Desapareçam da terra os pecadores, e os ímpios não sejam mais. Bendize, ó minha alma, ao Senhor. Louvai ao Senhor.

## Conteúdo
O assunto e sua apresentação estão intimamente relacionados tanto com a primeira história da criação no Gênesis (Gênesis 1, cronologicamente mais novo do que a segunda versão em Gênesis 2), onde da mesma forma as águas são separadas antes da criação do Sol e da Lua, e aos relatos mais antigos da criação do Antigo Oriente Próximo, ambos Mesopotâmia e Egito. Em particular, o Grande Hino a Aton (século XIV a.C.) do Egito é frequentemente citado como um predecessor.
Um dos salmos mais longos, é tradicionalmente dividido em 35 versos. Começa descrevendo a glória de Deus ("Vestido de esplendorosa luz, como num manto" v. 2).
O verso 5 afirma que Deus "Lançou os fundamentos [מכון] da terra".
Os versos 6 a 13 dizem respeito à ordenação das águas, 14-18 relatam a vegetação e vida animal e 19-24 o Sol e Lua e o ciclo do dia e da noite.
v. 24: "Quão numerosas são as tuas obras, ó SENHOR! Fizeste-as todas com perfeita sabedoria. A terra está repleta de tuas criaturas."
O versos 26 menciona o Leviatã (monstro marinho).
Os versos 27-30 enfatizam como todas as criaturas dependem de atenção contínua e provisão pelo criador, e perecem se ele evita sua atenção.
v. 30: "Quando envias o teu fôlego, eles são criados, e renovas a face da terra."
Os versos finais, de 31 a 35, reiteram o poder e a glória de YHVH, e o compositor expressa sua adoração e, no último verso, seu desejo de que os pecadores (חטא) e perversos (רשע) "desapareçam da terra"). 
No texto massorético, a frase Aleluia é colocada no final do último verso. Isso está faltando na Septuaginta e na Vulgata, mas ela é prestada pela Bíblia do Rei Jaime como "Louvai o Senhor".

## Utilizações litúrgicas

### Judaísmo
- Os judeus observantes recitam o Salmo 104 em sua totalidade todos os dias durante os cultos da manhã, e em certas ocasiões, como a Lua Nova (Rosh Chodesh), embora os costumes variem.[7]
- É recitado após o Sabá Minchá entre Sucot e o Grande Sabá.[8]
- Os versos 1-2 são recitados após o uso do talit durante os serviços matutinos.[9]
- O verso 24 é parte do Hameir La'aretz nas Bênçãos diante do Shemá durante Shacharit,[10] e é encontrado no Pirkei Avot capítulo 6, número 10.[11]
- O verso 31 é o primeiro de Yehi kevod em Pesukei dezimra,[12] é parte do Baruch Adonai Le'Olam durante o Maariv[13] e é recitado ao abrir o Hakafah no Simchat Torá.[14]

### Igreja Ortodoxa Oriental
Seu principal uso litúrgico na Igreja Ortodoxa Oriental é no início das vésperas (orações da noite) e da vigília de todas as noites. Embora seja tecnicamente um dos elementos do serviço de vésperas prescrito para o leitor sênior (isto é, o ancião ou abade de um mosteiro, ou em uma paróquia o leitor mais velho sênior no kliros), é habitualmente lido ou entoado por um leitor após as orações de abertura do serviço.
O salmo é destinado a ser lido ou cantado em um estilo simples em serviços de vésperas que não fazem parte de uma vigília. Quando as vésperas são servidas como parte de uma vigília, uma versão musical abreviada é geralmente cantada pelo coro. Vários desses arranjos musicais do salmo foram compostos ao longo dos anos; talvez o mais familiar seja o encontrado no Obikhod, ou cenário comum.
No contexto de sua vésperas/vigílias, este salmo é entendido como um hino de criação, em toda a plenitude em que Deus a criou - fala de animais, plantas, águas, céus etc.. No âmbito do ato litúrgico, é muitas vezes considerado como o canto de Adão, cantado fora dos portões fechados do Éden, do qual foi expulso (Gênesis 3). Enquanto o leitor canta o salmo, o sacerdote está fora das Portas Reais fechadas usando apenas seu epitrachilion, tornando este simbolismo mais evidente.

### Catolicismo romano
Este salmo é usado durante a vigília pascal na noite de Sábado Santo (a vigília sendo a inauguração dos cinquenta dias da Páscoa, o fim da Semana Santa - e por extensão da Quaresma - e o fim do Tríduo Pascal de três dias de Quinta-feira Santa, Sexta-feira Santa e Páscoa). Na Liturgia da Palavra, a primeira leitura é a história da Criação do Livro do Gênesis, e o Salmo 104, que trata do mesmo assunto, é o salmo responsorial. É usado novamente durante o Pentecostes, no final da época pascal, como o salmo responsorial da Vigília e da Missa dominical.

### Rastafári
Bob Marley acreditava que o uso de cannabis era predominante na Bíblia, lendo passagens como o Salmo 104 como mostrando aprovação de seu uso.